# Вагнер, Отто (младший)
Отто Вагнер младший (нем. Otto Wagner junior; 28 августа 1864, Вена — 28 августа 1945, Пфаркирхен, Американская зона оккупации Германии) — австрийский архитектор.
Сын известного архитектора Отто Вагнера (1841—1918) и Софи Анны Паупи (1840—1912). При рождении носил имя Отто Эммерих Рудольф Паупи, в возрасте 18 лет был узаконен отцом.

## Биография
Несмотря на личные конфликты с отцом, он последовал его профессиональному примеру, однако не смог добиться таких же успехов. Учился в Венском технологическом университете и иногда подрабатывал в мастерской отца. Согласно «Архитектурному лексикону» Архитектурного центра Вены, Вагнер-старший видел в сыне преемника и оставил ему в завещании свою мастерскую, однако Вагнер-младший закрыл её из-за тяжелой экономической ситуации после Первой мировой войны.
С 1895 по 1920 год Вагнер-младший жил в Вене и Берлине, в 1920—1927 в основном в Граце (где был директором ассоциации жилищного фонда, вплоть до банкротства последнего), затем работал в основном в Вене и Германии, не получая никаких крупных заказов. Ближе к концу Второй мировой войны он бежал из Вены в Баварию, где и умер в возрасте 81 года.
Отто Вагнер-младший женился в 1898 году на Пауле Алоизии Шмейдлер (1873—1953), но позже брак распался. У них была дочь Паула Вагнер (1899—1974), вышедшая замуж за известного венского искусствоведа Людвига фон Бальдасса.